# Internazionale Democratica Centrista
L'Internazionale Democratica Centrista (IDC) (in inglese Centrist Democrat International, CDI; in spagnolo Internacional Demócrata de Centro, IDC) è l'organizzazione politica internazionale che raccoglie i partiti che si ispirano ai valori del cristianesimo democratico e del centrismo.

## Storia dell'internazionale
L'internazionale nasce a Santiago del Cile nel 1961 come Unione Democratica Cristiana Mondiale per creare un legame tra le varie organizzazioni democristiane nel mondo, in alternativa all'Internazionale socialista, a quella Liberale e a quella Comunista. Ha cambiato più volte denominazione (Internazionale Democratica Cristiana, Internazionale Democratica Cristiana e dei Partiti Popolari) fino ad assumere, dal 1999, la sua attuale denominazione. Il cambio di denominazione prese atto dei mutamenti intervenuti nella politica internazionale, in particolare la fine dei regimi comunisti nell'Europa dell'Est e la nascita di nuovi Stati indipendenti in molte parti del mondo, in molti dei quali la religione prevalente non era quella cristiana. L'organizzazione, pertanto, si allargò sia a partiti centristi che moderato-conservatori non democristiani.
Alcuni partiti aderenti all'IDC fanno parte anche dell'Unione Democratica Internazionale (internazionale dei partiti conservatori), che ha posizioni più liberal-conservatrici.
Conta poco più di 100 membri, provenienti soprattutto dall'Europa e dall'America meridionale. L'ala europea dell'IDC è il Partito Popolare Europeo, il principale partito politico di centro-destra in Europa. Il corrispettivo latino-americano è l'Organizzazione Cristiano Democratica d'America.
L'attuale presidente è il colombiano Andrés Pastrana Arango. Ricopre la carica dal 15 luglio 2015, quando succedette all'italiano Pier Ferdinando Casini.
L'attuale Segretario Esecutivo è l'europarlamentare spagnolo Antonio López-Istúriz White.

## Presidenti
- 1961 - 1967  Rafael Caldera[4]
- 1967 - 1982  Mariano Rumor
- 1982 - 1986  Andrés Zaldívar
- 1986 - 1989  Flaminio Piccoli[5]
- 1989 - 1993  Eduardo Fernández
- 1993 - 1995  Emilio Colombo[6]
- 1995 - 2000  Ricardo Arias Calderón
- 2000 - 2001  Wilfried Martens
- 2001 - 2004  José María Aznar
- 2004 - 2006  José María Aznar
- 2006 - 2007  Pier Ferdinando Casini
- 2007 - 2012  Pier Ferdinando Casini[7]
- 2012 - 2015  Pier Ferdinando Casini[8]
- 2015 - in corso  Andrés Pastrana Arango

## Segretari Esecutivi
- 1974 - 1982  René De León
- 1982 - 1986  Angelo Bernassola
- 1986 - 1989  Luís Herrera Campíns
- 1989 - 1993  André Louis
- 1993 - 1995  Sergio Pizarro Mackay
- 1995 - 2000  Javier Rupérez
- 2000 - 2003  Alejandro Agag
- 2003 - 2012  Antonio López-Istúriz White

## Partiti membri
| Paese              | Partito                                                         | Abbr.    | Governo                                    |
| ------------------ | --------------------------------------------------------------- | -------- | ------------------------------------------ |
| Albania            | Partito Democratico d'Albania                                   | PD       | all'opposizione                            |
| Algeria            | Raggruppamento Nazionale per la Democrazia                      | RND      | partito minore nella coalizione di governo |
| Andorra            | Centro Democratico d'Andorra                                    | CDA      | all'opposizione                            |
| Angola             | Unione Nazionale per l'Indipendenza Totale dell'Angola          | UNITA    | all'opposizione                            |
| Argentina          | Partito Democratico Cristiano                                   | PDC      | all'opposizione                            |
| Armenia            | Governo della Legge                                             | OEK      | partito minore nella coalizione di governo |
| Armenia            | Partito Repubblicano d'Armenia                                  | HHK      | partito non presente in Parlamento         |
| Aruba              | Partito Popolare Arubiano                                       | AVP/PPA  | all'opposizione                            |
| Belgio             | Cristiano-Democratici e Fiamminghi                              | CD&V     | partito minore nella coalizione di governo |
| Bolivia            | Partito Democratico Cristiano                                   | PDCB     | all'opposizione                            |
| Brasile            | Democratici                                                     | DEM      | all'opposizione                            |
| Bulgaria           | Unione delle Forze Democratiche                                 | SDS      | all'opposizione                            |
| Bulgaria           | Cittadini per lo Sviluppo Europeo della Bulgaria                | GERB     | al governo                                 |
| Burkina Faso       | Unione per la Repubblica                                        | UR       | all'opposizione                            |
| Cambogia           | Funcinpec                                                       |          | all'opposizione                            |
| Cambogia           | Partito Popolare Cambogiano                                     | PPC      | al governo                                 |
| Capo Verde         | Movimento per la Democrazia                                     | MPD      | all'opposizione                            |
| Cile               | Partito Democratico Cristiano del Cile                          | DC       | al governo                                 |
| Cile               | Rinnovamento Nazionale                                          | RN       | all'opposizione                            |
| Colombia           | Partito Conservatore Colombiano                                 | PCC      | partito minore nella coalizione di governo |
| RD del Congo       | Movimento di Liberazione del Congo                              | MLC      | all'opposizione                            |
| Costa d'Avorio     | Raggruppamento dei Repubblicani                                 | RDR      | al governo                                 |
| Croazia            | Unione Democratica Croata                                       | HDZ      | al governo                                 |
| Cuba               | Movimento Cristiano di Liberazione                              | MCL      | in esilio                                  |
| Cuba               | Partito Democratico Cristiano Cubano                            | PDCC     | in esilio                                  |
| Curaçao            | Partito Popolare Nazionale                                      | NVP/PNP  | all'opposizione                            |
| Cipro              | Raggruppamento Democratico                                      | DISY     | all'opposizione                            |
| Rep. Ceca          | Unione Democratica e Cristiana Slovacca – Partito               | KDU-CSL  | all'opposizione                            |
| Danimarca          | Democratici Cristiani                                           | K        | all'opposizione                            |
| Rep. Dominicana    | Partito Riformista Cristiano Sociale                            | PRSC     | all'opposizione                            |
| Ecuador            | Unione Democratica Cristiana                                    | UDC      | all'opposizione                            |
| Ecuador            | Creando Opportunità                                             | CREO     | all'opposizione                            |
| El Salvador        | Partito Democratico Cristiano                                   | PDC      | all'opposizione                            |
| Francia            | I Repubblicani                                                  | UMP      | all'opposizione                            |
| Filippine          | Laban ng Demokratikong Pilipino                                 | LDP      | partito minore nella coalizione di governo |
| Filippine          | Lakas-Kabalikat ng Malayang Pilipino-Christian Muslim Democrats | LKS-KAM  | all'opposizione                            |
| Germania           | Unione Cristiano-Democratica di Germania                        | CDU      | al governo                                 |
| Grecia             | Nuova Democrazia                                                | ND       | all'opposizione                            |
| Guinea Equatoriale | Azione Popolare della Guinea Equatoriale                        | APGE     | all'opposizione                            |
| Guinea-Bissau      | Partito del Rinnovamento Sociale                                | PRS      | all'opposizione                            |
| Gabon              | Partito Democratico Gabonese                                    | PDG      | al governo                                 |
| Georgia            | Movimento per la Libertà – Georgia Europea                      | ES       | all'opposizione                            |
| Honduras           | Partito Democratico Cristiano dell'Honduras                     | DC       | partito minore nella coalizione di governo |
| Indonesia          | Partito del Risveglio Nazionale                                 | PKB      | al governo                                 |
| Irlanda            | Fine Gael                                                       | FG       | leader della coalizione di governo         |
| Italia             | Unione di Centro                                                | UDC      | partito minore nella coalizione di governo |
| Kenya              | Movimento Democratico Wiper                                     | WDM      | all'opposizione                            |
| Libano             | Unione Cristiano-Democratica del Libano                         |          | partito minore nella coalizione di governo |
| Libano             | Falangi libanesi                                                | Phalange | all'opposizione                            |
| Madagascar         | Malagay Miara-Miainga                                           | MMM      | all'opposizione                            |
| Mali               | Unione per la Repubblica e la Democrazia                        | URD      | all'opposizione                            |
| Malawi             | Partito del Congresso del Malawi                                | MCP      | al governo                                 |
| Malta              | Partito Nazionalista                                            | PN       | all'opposizione                            |
| Mauritius          | Partito Mauriziano Social Democratico                           | PMSD     | all'opposizione                            |
| Mauritania         | Unione per la Democrazia e il Progresso                         | UDP      | all'opposizione                            |
| Mauritania         | Unione per la Repubblica                                        | UR       | all'opposizione                            |
| Messico            | Partito Azione Nazionale                                        | PAN      | all'opposizione                            |
| Marocco            | Istiqlal                                                        |          | all'opposizione                            |
| Mozambico          | Movimento Democratico                                           | MDM      | all'opposizione                            |
| Paesi Bassi        | Appello Cristiano Democratico                                   | CDA      | all'opposizione                            |
| Norvegia           | Partito Popolare Cristiano                                      | KRF      | all'opposizione                            |
| Panama             | Partito Popolare                                                | PP       | all'opposizione                            |
| Paraguay           | Partito Democratico Cristiano                                   | PDC      | all'opposizione                            |
| Perù               | Partito Popolare Cristiano                                      | PPC      | all'opposizione                            |
| Portogallo         | Partito Social Democratico                                      | PSD      | all'opposizione                            |
| Romania            | Unione Cristiano-Democratica Ungherese di Romania               | RMKDM    |                                            |
| Romania            | Partito Nazionale Liberale                                      | PNL      | all'opposizione                            |
| Romania            | Unione Democratica degli Ungheresi di Romania                   | RMDSZ    | all'opposizione                            |
| San Marino         | Partito Democratico Cristiano Sammarinese                       | PDCS     | maggioranza al Parlamento                  |
| Slovacchia         | Unione Democratica e Cristiana Slovacca – Partito Democratico   | SDKU-DS  | all'opposizione                            |
| Slovenia           | Nuova Slovenia                                                  | NSi      | all'opposizione                            |
| Slovenia           | Partito Democratico Sloveno                                     | SDS      | al governo                                 |
| Spagna             | Partito Popolare                                                | PP       | all'opposizione                            |
| Svezia             | Democratici Cristiani                                           | KD       | partito minore nella coalizione di governo |
| Ucraina            | Unione Cristiano-Democratica                                    | KDS      | all'opposizione                            |
| Ungheria           | Fidesz                                                          | FIDESZ   | al governo                                 |
| Ungheria           | Partito Popolare Cristiano Democratico                          | KNDP     | al governo                                 |
| Uruguay            | Partito Nazionale                                               | PN       | al governo                                 |
| Venezuela          | COPEI                                                           |          | all'opposizione                            |

## Partiti osservatori
- Armenia - Eredità (Ժառանգություն, Zharangut’yun)
- Azerbaigian - Partito del Nuovo Azerbaigian ( Yeni Azərbaycan Partiyası, YAP)
- Bielorussia - Democrazia Cristiana Bielorussa (Беларуская хрысьціянская дэмакратыя, BChD)
- Brasile - Partito della Socialdemocrazia Brasiliana (Partido da Social Democracia Brasileira);
- Guinea Equatoriale - Partito Unione Popolare (Partido Unión Popular, PUP)
- Honduras - Partito Nazionale dell'Honduras (Partido Nacional de Honduras, PNH)
- Mozambico - Resistenza Nazionale Mozambicana (RENAMO)
- Serbia - Partito Democratico Cristiano di Serbia (Демохришћанска Странка Србије, DHSS)
- Slovacchia - Partito della Coalizione Ungherese (Strana maďarskej koalície, SMK-MKP)
- Slovacchia - Movimento Cristiano-Democratico (Kresťanskodemokratické hnutie-BG, KDH)